# Архиепархия Бирмингема

Архиепархия Бирмингема — римско-католическая митрополия с центром в городе Бирмингем графства Уэст-Мидлендс в Англии. Основан 28 октября 1911 года, отделившись от митрополии Вестминстера.   
Площадь архидиоцеза составляет 8,735 км² и включает графства: Оксфордшир, Стаффордшир, Уэст-Мидлендс, Уорикшир и Вустершир. Архидиоцез насчитывает 274 прихода. Кафедральный собор — базилика Святого Чеда на St Chad’s Queensway в Бирмингеме. 
В настоящий момент пост архиепископа Бирмингема занимает Бернард Лонгли, 9-й архиепископ Бирмингема, который сменил Винсента Николса, назначенного 11-м архиепископом Вестминстера 21 мая 2009 года.